# Monaster św. Mikołaja w Żydyczynie
Monaster św. Mikołaja – prawosławny męski klasztor w Żydyczynie, w eparchii wołyńskiej Kościoła Prawosławnego Ukrainy (wcześniej Ukraińskiego Kościoła Prawosławnego Patriarchatu Kijowskiego).
Klasztor powstał przed XIII stuleciem, z tego okresu pochodzi prowadzona w nim kronika (latopis), jako prawosławny ośrodek monastyczny. Przed powstaniem w Żydycznie wspólnoty cenobitycznej w miejscowości tej żyli prawosławni mnisi-anachoreci.
Zamieszkujący go mnisi przyjęli postanowienia unii brzeskiej i dołączyli do zakonu bazylianów za czasów archimandryty Grzegorza Gedeona Bałabana około r. 1617. Następnie klasztor krótko zajmowali trapiści. Ostatecznie w 1832, na fali kasat katolickich klasztorów w zaborze rosyjskim i na ziemiach zabranych, wspólnota została zlikwidowana, zaś obiekty przejęli ponownie mnisi prawosławni, jednak już siedem lat później monaster został zamknięty. Życie monastyczne zaczął na nowo organizować w Żydyczynie biskup łucki Polikarp, wikariusz diecezji wołyńskiej PAKP, na początku lat 30. XX wieku. Po II wojnie światowej klasztor ponownie został zlikwidowany. W 2003 zrujnowane obiekty przejął Ukraiński Kościół Prawosławny Patriarchatu Kijowskiego i dokonał reaktywacji monasteru. Od 2018 r. monaster znajduje się w jurysdykcji Kościoła Prawosławnego Ukrainy.
Najważniejszym obiektem w kompleksie monasterskim jest cerkiew św. Mikołaja – trójnawowa bazylika z zamkniętym półkoliście prezbiterium. Główne wejście do budynku znajduje się na zachodniej elewacji, otacza je portal z segmentowym frontonem i datą powstania obiektu. Wewnętrzna dekoracja obiektu, zespół fresków, powstała w 1913.